# The Sims: Wakacje
The Sims: Wakacje (ang. The Sims: Vacation lub The Sims: On Holiday) – czwarty dodatek do gry komputerowej The Sims. Został wydany przez Electronic Arts 26 marca 2002 roku na platformy Windows i OS X.

## Opis
Dodatek ten pozwala na zafundowanie Simom wakacji w różnych miejscach wypoczynkowych. Można wysyłać Simów na wakacje na plażę, do leśniczówki i na zimowisko. Można samemu tworzyć np. hotele i różne nowe przedmioty i atrakcje np. igloo, namiot, leżaki, mostek do łowienia ryb, łazienki, a także kupować nowe meble i wyposażenie pokoi.